# Stepa Saraiu - Horea
Stepa Saraiu - Horea este o zonă protejată (arie de protecție specială avifaunistică - SPA) situată în Dobrogea, pe teritoriul administrativ al județului Constanța.

## Localizare
Aria naturală se află în partea nord-vestică a județului Constanța, pe teritoriile comunelor Crucea, Gârliciu, Horia și Saraiu și este străbătută de drumul național DN22A, care leagă orașul Hârșova de localitatea Topolog.

## Descriere
Stepa Saraiu - Horea a fost declarată Arie de Protecție Specială Avifaunistică prin Hotărârea  de Guvern nr. 1284 din 24 octombrie 2007 (privind declararea ariilor de protecție specială avifaunistică ca parte integrantă a rețelei ecologice europene Natura 2000 în România) și se întinde pe o suprafață de 4.127,1 hectare.
Aria protejată aflată pe valea Topologului (încadrată în bioregiune geografică stepică) reprezintă o zonă stepică în vestul Dobrogei (râuri, pajiști naturale, stepe, păduri); ce asigură condiții de hrană, cuibărit și viețuire pentru mai multe specii de păsări migratoare, de pasaj sau sedentare. Situl este important atât pentru populațiile cuibăritoare (în perioada de migrație); cât și pentru cele care iernează aici.

## Avifaună
La baza desemnării sitului se află mai multe specii avifaunistice (de migrație și pasaj) enumerate în anexa I-a a Directivei Consiliului European 147/CE din 30 noiembrie 2009 (privind conservarea păsărilor sălbatice).

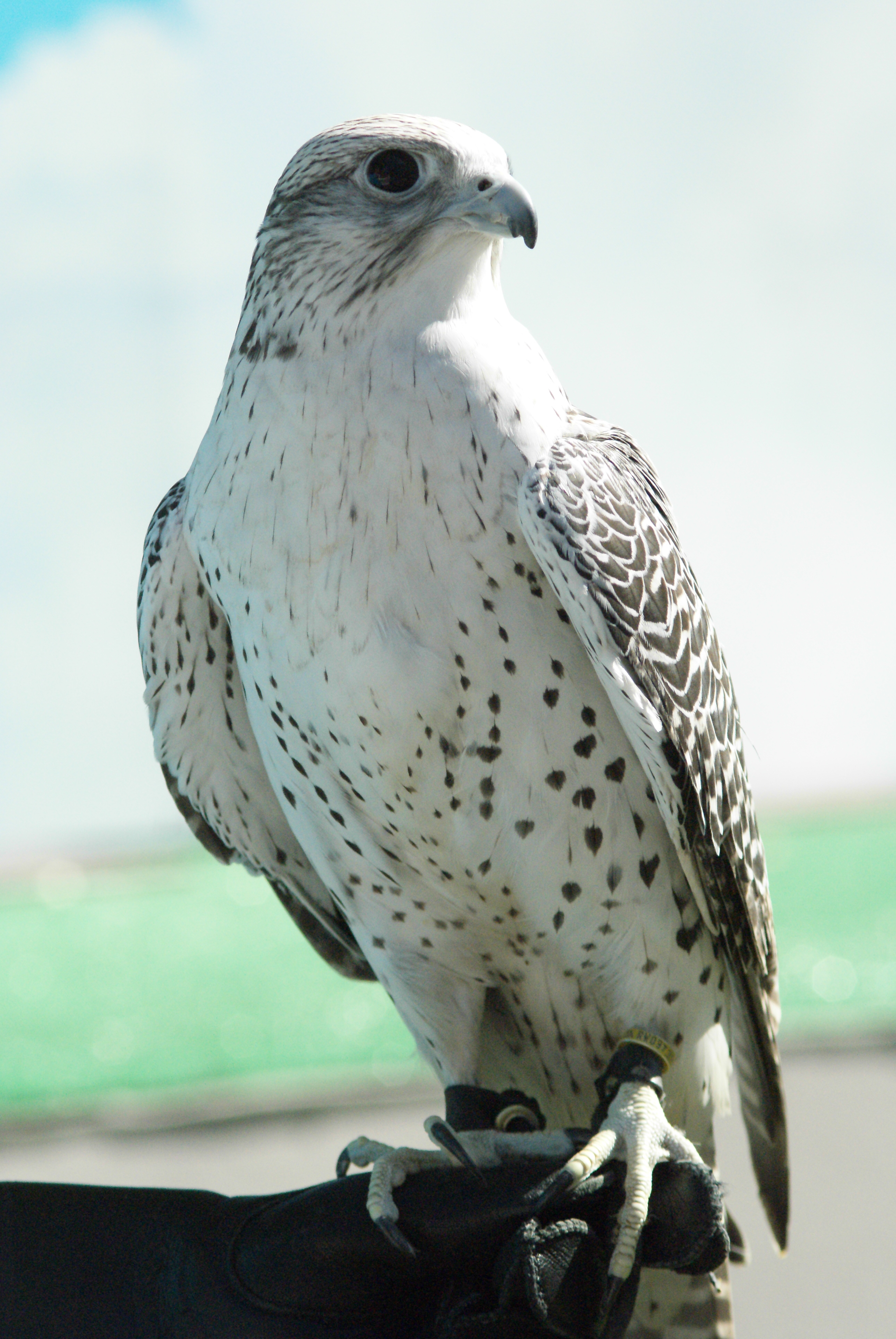
Şoim de tundră (Falco rusticolus)

Specii de păsări protejate semnalate în arealul sitului: uliu cu picioare scurte (Accipiter brevipes), ciocârlie de câmp (Alauda arvensis), fâsă-de-câmp (Anthus campestris), acvilă-țipătoare-mică (Aquila pomarina), ciuf-de-pădure (Asio otus), bufniță (Bubo bubo), pasărea ogorului (Burhinus oedicnemus), șorecar mare (Buteo rufinus), ciocârlie-cu-degete-scurte (Calandrella brachydactyla), caprimulgul comun (Caprimulgus europaeus), cânepar (Carduelis cannabina), sticlete (Carduelis carduelis), florinte (Carduelis chloris), scatiu (Carduelis spinus), barză albă (Ciconia ciconia), șerpar (Circaetus gallicus),  erete de stuf (Circus aeruginosus), erete-vânăt (Circus cyaneus), erete alb (Circus macrourus), erete-cenușiu (Circus pygargus), porumbel de scorbură (Columba oenas), porumbel gulerat (Columba palumbus), dumbrăveancă (Coracias garrulus), stăncuță (Corvus monedula), cuc (Cuculus canorus), lăstun de casă (Delichon urbica), presură de grădină (Emberiza hortulana), presură de stuf (Emberiza schoeniclus), șoim de iarnă (Falco columbarius), șoim de tundră (Falco rusticolus), vânturel roșu (Falco tinnunculus),  muscar-gulerat (Ficedula albicollis), muscar (Ficedula parva), ciocârlan (Galerida cristata), codalb (Haliaeetus albicilla), acvilă-porumbacă-mică (Hieraaetus pennatus), rândunică de hambar (Hirundo rustica), sfrâncoc (Lanius excubitor), sfrâncioc roșiatic (Lanius collurio), sfrânciocul cu frunte neagră (Lanius minor), ciocârlie de bărăgan (Melanocorypha calandra), prigoare (Merops apiaster), presură sură (Miliaria calandra), gaia neagră (Milvus migrans), codobatura albă (Motacilla alba), codobatura galbenă (Motacilla flava), pietrar răsăritean (Oenanthe isabellina), viespar (Pernis apivorus), lăstun de mal (Riparia riparia), silvie cu cap negru (Sylvia atricapilla), silvie de câmpie (Sylvia communis), silvie de zăvoi (Sylvia borin), sturz cântător (Turdus philomelos) sau pupăză (Upupa epops).

## Căi de acces
- Drumul național DN22A pe ruta: Hârșova - Saraiu.

## Monumente și atracții turistice
În vecinătatea sitului se află câteva obiective de interes istoric, cultural și turistic; astfel:
- Biserica "Sf. Nicolae" din Gârliciu, construcție 1865-1902, monument istoric.
- Biserica "Sf. Gheorghe" din Tichilești, construcție 1892-1895, monument istoric.
- Geamia Sultanului Mahmut din Hârșova, construcție 1812, monument istoric.
- Așezarea rurală (sec. II - III p. Chr., Epoca romană) din satul Băltăgești.
- Așezarea rurală (sec. I - III p. Chr., Epoca romană) din satul Crucea.
- Cetatea Cius de la Gârliciu (sec. IV p. Chr., Epoca romană).
- Situl arheologic de la Dulgheru (sec. II - III p. Chr., Epoca romană).
- Arii naturale protejate: Canaralele de la Hârșova (sit SPA)